# Relations entre le Brésil et Israël
Les relations entre le Brésil et Israël sont les relations bilatérales qui existent entre la république fédérative du Brésil, nation d'Amérique du Sud, et l'État d’Israël, pays du Proche-Orient. 
Les deux États ont établi des relations diplomatiques le 7 février 1949. Le Brésil est l'un des premiers pays à avoir officiellement reconnu l'État d'Israël en 1949.
L'ambassade du Brésil en Israël se trouve dans la ville de Tel Aviv, tandis que l'ambassade d'Israël au Brésil se trouve à Brasilia, capitale du pays.